# Douma (langue)
Pour les articles homonymes, voir Douma (homonymie) et Adouma.
Le douma (ou liduma, adouma, aduma, duma, badouma) est une langue bantoue du Gabon parlée par les Adoumas dans le Haut-Ogooué et près de Lastoursville.
En 2000 on dénombrait 9 841 locuteurs.